# Diant Ramaj
Diant Ramaj (sinh ngày 19 tháng 9 năm 2001) là một cầu thủ bóng đá chuyên nghiệp người Đức thi đấu ở vị trí thủ môn cho câu lạc bộ Eintracht Frankfurt tại Bundesliga.